# Geschichte der Universität
Universitäten sind Hochschulen mit Promotionsrecht,   die der Pflege und Entwicklung der Wissenschaften durch Forschung, Lehre und Studium dienen. Die aus dem christlichen Bildungswesen und -gedanken des mittelalterlichen Westeuropa entstandene und sich weitgehend selbst verwaltende Universität gilt als eine klassisch-europäische Schöpfung:

„Die Universität ist eine, ja die europäische Bildungsinstitution par excellence: Als Gemeinschaft von Lehrenden und Lernenden, ausgestattet mit besonderen Rechten der Selbstverwaltung, der Festlegung und Ausführung von Studienplänen und Forschungszielen sowie der Verleihung öffentlich anerkannter akademischer Grade ist sie eine Schöpfung des europäischen Mittelalters … Keine andere europäische Institution hat wie die Universität mit ihren überlieferten Strukturen und ihren wissenschaftlichen Leistungen in der ganzen Welt universale Geltung erlangt. Die Titel der mittelalterlichen Universität, Bakkalaureat, Lizenziat, Magistergrad, Doktorat, werden in den unterschiedlichsten politischen und ideologischen Systemen anerkannt.“

## Anfänge
Als noch tätige erste Universitäten und universitätsähnliche Einrichtungen sind bekannt:
1. Universität Parma in Italien, gegründet 962,
2. Schule von Salerno in Italien, gegründet im 10. Jahrhundert,
3. Universität Bologna in Italien, gegründet 1088,
4. Universität Oxford in England, gegründet 1096.

Die Ursprünge vieler europäischer Universitäten liegen in den mittelalterlichen Klosterschulen und Domschulen, in denen seit dem 6. Jahrhundert n. Chr. Mönche und Nonnen Unterricht gaben. Die ersten Universitäten schlossen sich häufig an die alten Kloster- und Domschulen an. Unter diesen gab es schon im 8. und 9. Jahrhundert einzelne, die wie beispielsweise Tours, St. Gallen, Fulda, Lüttich, Paris als scholae publicae von auswärts zahlreiche Schüler an sich gezogen hatten.
Bis Ende des 11. Jahrhunderts lehren die Magister ausschließlich im Auftrag eines Domkapitels oder Kollegiatstifts, oftmals mit kirchlichen Pfründen versehen. Im 12. Jahrhundert treten jedoch immer mehr wandernde Magister und Scholaren auf. Hinzu kommen ab dem 11. Jahrhundert laut werdende kirchliche Bedenken gegen die Lehrtätigkeit von Mönchen. Die Ausbildung des Diözesanklerus hält sie zwar am Leben, das Niveau bleibt aber auf Elementarausbildung beschränkt.
Im Jahre 1155 erlässt Kaiser Friedrich I. das sog. Scholarenprivileg (authentica habita), welches die wandernden und sich in Korporationen zusammenschließenden Schüler und Lehrer schützt und ihnen Gerichtswahl unter Bischof oder Magister sichert. Insbesondere für Finanzverwaltung und Rechtswesen benötigen sowohl der Adel wie auch die päpstliche Kurie ausgebildete Scholaren, so dass seit 1200 Klärungen ihrer Rechtsstellung zugunsten von bischöflichem Jurisdiktionsprimat vor allem über die Lehrbefugnis autonomer Forschung und Lehre erfolgen.
Eine zunehmend um ihrer selbst willen und nicht mehr für die kirchliche Ausbildung betriebene Wissenschaft ermöglicht erst die im 13. Jahrhundert aus der Verbindung der Magister mit den Kathedralschulen entstandene, als Organisationsform aber neue Universität. Diese Entwicklung bleibt zunächst regional beschränkt, erfasst etwa das Heilige Römische Reich sehr verspätet, und so bleibt die Universität teils bis zum 15. Jahrhundert im kirchlichen Rahmen.

## Mittelalterliche Universitäten

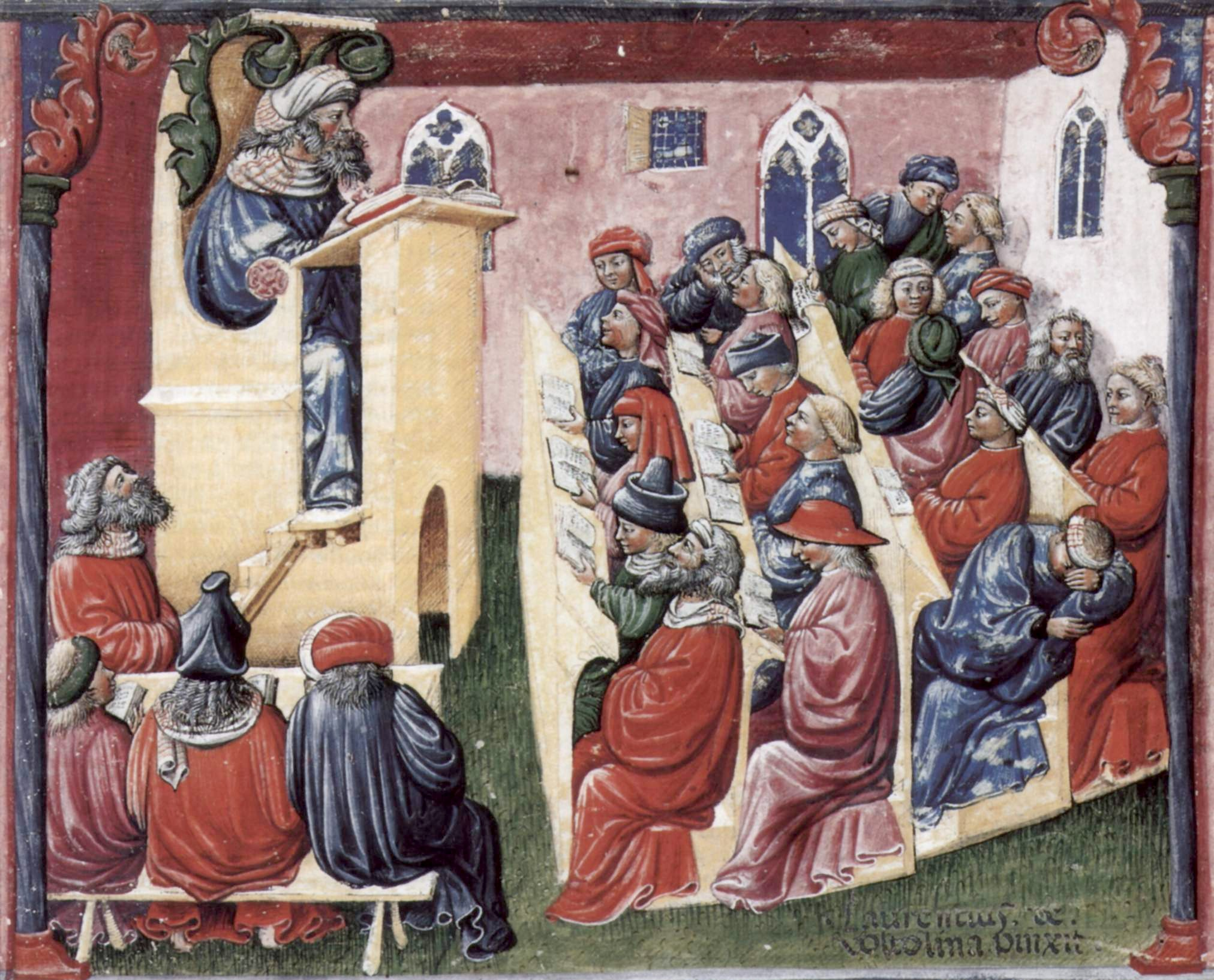
Laurentius de Voltolina: Liber ethicorum des Henricus de Alemannia, Einzelblatt, Szene: Henricus de Alemannia vor seinen Schülern, 14. Jahrhundert

Die ersten Universitäten werden im 11. Jahrhundert in Reichsitalien erwähnt; es waren nach heutigem Sprachgebrauch jedoch nur einzelne Fakultäten, in denen einige wenige Gelehrte (meist weniger als fünf) Adelssöhne in einem Fach, nämlich Kirchenrecht, weltliches Recht und Medizin, ausbildeten. Zu Beginn des Studiums wurden als Einführung die artes liberales studiert (siehe auch: studium generale).
Die ersten Universitäten waren die Rechtsschulen zu Bologna (1088 durch Irnerio gegründet) und die sich zwischen 995 und 1087 herausbildende und als Prototyp einer Universität geltende Medizinschule von Salerno (etwa 1057 durch Konstantin gegründet, älter als Bologna, blieb aber reine Medizinhochschule), dann breitete sich die Gründungswelle im 12. Jahrhundert zu den welt- und kirchenrechtlichen Universitäten aus:
- Paris, zwischen 1150 und 1170
- Oxford, 1167
- Cambridge, 1209
- Salamanca, 1218
- Montpellier[8], 1220 (zunächst medizinische Schule, ab 1289 Universitätsstatus)
- Padua, 1222

Die nächste Gründungswelle fand im 14. Jahrhundert im deutschen Sprachraum statt (siehe unten).
Als älteste bestehende Universität Europas gilt die Universität Bologna, deren Gründungsdatum von ihren eigenen Historikern mit dem Jahr 1088 angegeben wird. Tatsächlich wird sich ein genaues Datum nicht nennen lassen, da es sich hier um ein langsames Zusammenwachsen kleinerer Rechtsschulen handelte. In Bologna waren die Interessen des Kaisers des Heiligen Römischen Reiches wichtig für die Entwicklung einer effektiven Ausbildung von Rechtsgelehrten.
Im Streben nach unabhängiger Macht gegenüber dem Suprematieanspruch des Papstes waren die Kaiser daran interessiert, nicht nur Mönche und Geistliche als Schriftkundige in ihrer Verwaltung zu beschäftigen. In den Rechtsschulen wurden Verwaltungsfachleute herangebildet, die vom Papst unabhängig waren. Die Entwicklung der Universitäten, speziell der rechtswissenschaftlichen Ausbildung, stellte insofern einen Emanzipationsprozess vom Bildungsmonopol der Kirche dar. Im Jahr 1155 erhielt die Universität von Friedrich Barbarossa durch das sogenannte Scholarenprivileg (authentica habita) eine rechtliche Autonomie. Unter anderem war der Dominus der Universität für den Schutz der Dozenten und Studenten verantwortlich, und die Universität besaß eine eigene Gerichtsbarkeit. Damit sollte verhindert werden, dass die Stadt Bologna die Kontrolle über die Universität übernehmen konnte. Nach mehreren Auseinandersetzungen kam es in der Mitte des 13. Jahrhunderts zu einer Einigung mit der Stadt.
Ganz im Gegensatz dazu verlief die Entstehung der Universität Paris. Obwohl auch hier die Ausbildung aus kleinen Anfängen langsam anwuchs, gilt als Gründungsakt die Ausstellung der päpstlichen Bulle Parens scientiarum durch Papst Gregor IX. im Jahre 1231. Innozenz wollte Paris zur obersten Schule der Christenheit machen. Durch die Zentralisierung in einer einzigen Schule sollte die Ausbildung der höheren Theologen besser zu überwachen sein. Die theologische Lehre wurde dadurch bis in das 14. Jahrhundert hinein stabilisiert.
Die Angehörigen der Sorbonne, Magister wie Scholaren, unterstanden dem Papst und der kirchlichen Gerichtsbarkeit. Dies wurde auch vom französischen König bestätigt. Die Gerichtsbarkeit wurde vom Kanzler der Universität ausgeübt, der kein Mitglied der Universität war, sondern als Vertreter des Bischofs von Paris agierte. Er wachte über die Reinheit der Lehre und vergab die akademischen Grade.
Die Universität zu Paris wurde Ausgangspunkt und Muster für fast alle abendländischen Universitäten, besonders die englischen, unter denen Oxford durch eine Auswanderung aus Paris unter der Königin Blanka von Kastilien (1226–1236), der Mutter Ludwig IX. mindestens erst zu höherer Bedeutung gelangte, und die deutschen. Beide Universitäten unterschieden sich von Bologna durch ihre Kollegien, zu jener Zeit eigentlich Bursen, in denen die Studenten schliefen.
Die dritte Universität der Geschichte war die etwa 200 Jahre lang existierende Medizinschule von Salerno, in der griechisch-arabische Medizin gelehrt wurde.
Als die Bedeutung dieser Körperschaften für das geistige Leben der Völker wuchs, nahmen die Päpste und Kaiser die Schutzherrschaft bzw. die Kontrolle über die neuen Anstalten in Anspruch und verliehen ihnen damit das Recht, eine juristische Körperschaft zu sein und einen Doktorgrad zu verleihen (Promotionsrecht). Aufgrund der besonderen dezentralen politischen Struktur des europäischen Mittelalters hätten ansonsten lokale Mächte – kleinere Fürsten oder die Städte – Einfluss auf die Universitäten gewinnen können.
So entstand auch das Prinzip der akademischen Gerichtsbarkeit. Es erlaubte den Universitäten eine gewisse Eigenständigkeit gegenüber lokalen Mächten und Machthabern und gleichzeitig eine Loyalität gegenüber Kaiser und/oder Papst. Dieses Prinzip wurde auch in der Reformationszeit beibehalten, als die protestantischen Fürsten ihre eigenen Landesuniversitäten gründeten, die oftmals in kleineren Provinzstädten angesiedelt wurden. Die akademische Gerichtsbarkeit umfasste nicht nur die Magister und Scholaren, sondern auch alle Angestellten der Universität. Man sprach auch von der civitas academica („Akademische Bürgerschaft“), also von der Universität als selbstverwalteter Gemeinschaft.
Das Curriculum bestand aus den Sieben Freien Künsten Logik, lateinische Grammatik, Rhetorik, Geometrie, Arithmetik, Astronomie und Musik. Erst danach wählten die Studenten aus, ob sie Theologie, Jura oder Medizin studierten; einen Abschluss erreichten nur wenige.

### Nationen und Fakultäten

Universität Leipzig: Abzeichen der (nieder-)sächsischen Landsmannschaft
Abzeichen der meißnischen Landsmannschaft
Abzeichen der polnischen Landsmannschaft
Abzeichen der bayerischen Landsmannschaft

Die innere Organisation der Universitäten orientierte sich ab 1249 an den verschiedenen Nationalitäten, wobei sich die kleineren an eine der größeren anschlossen. So entstand in Paris die Einteilung in vier so genannte Nationes: Gallikaner oder Gallier (zu denen auch Italiener, Spanier, Griechen und Morgenländer zählten), Picarden, Normannen und Engländer (die auch die Deutschen und weitere Nord- und Mitteleuropäer umfassten). Diese Einteilung galt sowohl für die Scholaren wie auch die Magister.

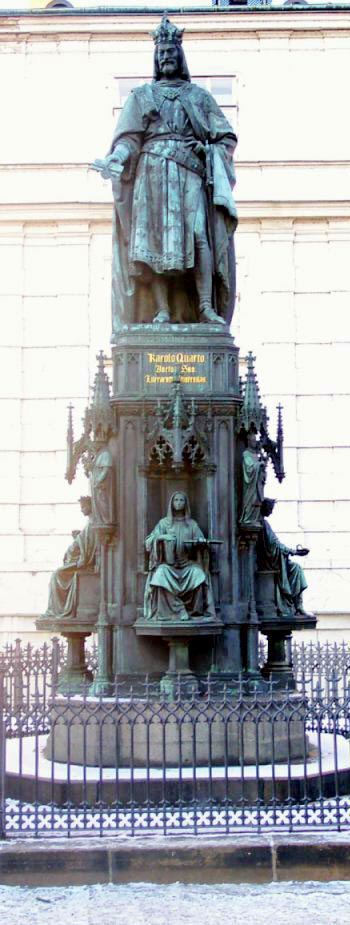
Denkmal für die Gründung der ersten Universität im Heiligen Römischen Reich durch Kaiser Karl IV. in Prag

Jede Nation hatte ihre besonderen Statuten, besondere Beamten und einen Vorsteher (Prokurator). Die Prokuratoren wählten den Rektor der Universität. Papst Honorius III. verordnete 1219, dass nur diejenigen Gelehrten zu Lehrern wählbar wären, die vom Bischof oder vom Scholastikus des zuständigen Stifts die Lizenz dazu erhalten hätten.
Allmählich entstanden jedoch zunftartige Verbände unter den Lehrern (magistri, Meistern) der Theologie, der Jurisprudenz und der Medizin, die als geschlossene Kollegien zuerst 1231 von Gregor IX. in Paris anerkannt und ordines oder facultates, Fakultäten genannt wurden. Diese Einteilung löste allmählich die der Nationen ab. Etwas später nahm auch das Kollegium der Artisten, das heißt der Lehrer der „sieben freien Künste“, die Verfassung einer vierten Fakultät an, die jedoch bis in die spätere Neuzeit zunächst nur die Aufgabe hatte, für das Studium einer der höheren Fachwissenschaften vorzubereiten. Dementsprechend waren ihre Lehrer häufig auch Scholaren in einer der oberen Fakultäten.
Vorrecht der Fakultäten war bald die Verleihung akademischer Grade. In Paris waren dies drei Hauptgrade, die der Bakkalarien (Bakkalaureen), Lizentiaten und Magister (Meister). Die Bakkalarien wurden von den einzelnen Magistern ernannt; der Grad eines Lizentiaten wurde nach einer Prüfung durch die Fakultätsmeister von Seiten der Kanzler oder Bischöfe erteilt, die aber zuletzt nur noch ihre Bestätigung gaben.
Nur die Magister hatten das uneingeschränkte Recht, als Lehrer ihrer Fakultät aufzutreten. Sie hießen auch oft Doktoren. Im HRRDN galt die Bezeichnung Doktor meist für die drei alten oder oberen Fakultäten, während die Fakultäten der freien Künste Magister ernannten. Die Ernennung zum Doktor wurde als Promotion bezeichnet. Diese fanden meistens unter festlichen Zeremonien statt, als Zeichen der Doktorwürde wurde der Doktorhut überreicht.

### Kollegien
Ein drittes, für die mittelalterliche Verfassung der Universität wichtiges Institut waren die Kollegien oder Kollegiaturen; ursprünglich kirchliche Anstalten, in denen (vorwiegend männliche) Studenten freien Unterhalt, Lehre und Beaufsichtigung fanden. Eines der ersten Universitätskollegien war die berühmte Pariser Sorbonne. Vor allem im HRRDN traten zusätzlich als private, dem Kolleg ähnliche Einrichtungen die Bursen auf; in England, Schottland und Frankreich verbreiteten sich hingegen die Kollegien stärker, in denen später auch der Unterricht stattfand.
Zusätzlich zu Kollegs- oder Bursenangehörigen gab es im Mittelalter die sogenannten fahrenden Schüler unterschiedlichster Alters- und Bildungsstufen.

### Entwicklung der Universitäten im deutschen Sprachraum

„Das Siegel der Universität Trier von 1473“

Das heutige bundesdeutsche Universitätswesen hat im Heiligen Römischen Reich seine Ursprünge mit der Gründung von Universitäten (das heißt der Verleihung von Privilegien, auch an schon bestehende Schulen) durch die geistlichen und weltlichen Herrscher.
So wurde der zwischen 1088 und 1119 gegründeten Universität Bologna durch Kaiser Friedrich Barbarossa 1158 das Rechtsprivileg Authentica habita verliehen, und 1348 durch Kaiser Karl IV. die Karls-Universität Prag gegründet. Die in Prag vertretenen vier nationes (Studenten anderer Herkunft schlossen sich einer dieser vier an) waren: Böhmen, Polen, Bayern und Sachsen. Neu war, dass diese Universitäten von einem Herrscher gegründet wurden und sich nicht aus Schulen entwickelten, wie Bologna, Paris, Oxford und Salerno.
Einige enzyklopädische Werke wie der Brockhaus nennen daher Prag als die „älteste deutsche Universität“ (wenn auch die Lehrsprache – wie damals üblich – Latein war), weil der Gründer ein römisch-deutscher Kaiser sei, und die 1365 durch Herzog Rudolf IV. gegründete (1384 um die Theologische Fakultät erweiterte) Universität Wien die zweitälteste.
Auf dem Staatsgebiet der heutigen Bundesrepublik Deutschland beansprucht die 1386 gegründete Ruprecht-Karls-Universität Heidelberg den Status der ältesten Universität.
Schwierigkeiten ergeben sich insbesondere aus den dem mittelalterlichen Selbstverständnis völlig fremden Grenzbestimmungen: Einerseits könnte „Deutschland“ im Rückblick im weiteren Sinne als das damalige mittelhochdeutsche, mittelniederdeutsche und mittelniederländische Sprachgebiet aufgefasst werden; andererseits studierten bereits in Paris, aber auch in nicht-deutschsprachigen Gebieten des Kaiserreiches, z. B. in Bologna, mittelhochdeutsch und lateinisch sprechende Adlige (genannt transmontani, von jenseits der Alpen). Karl gründete die Universität zudem in seiner Eigenschaft als König von Böhmen, Kaiser wurde er erst sieben Jahre später.
Die Benennung der „ältesten deutschen Universitäten“ ist demnach missverständlich, weil sie die Komplexität und Andersartigkeit der gesellschaftlichen und nicht national definierten politischen Verhältnisse in der mittelalterlichen Zeit außer Betracht lässt.
Nur in Bezug auf heutige politische Grenzen kann man Wien (1365) die älteste Universität des heutigen Staates Österreich, Erfurt (1379/1392) oder Heidelberg (1386) die ältesten Universitäten des heutigen Staates Bundesrepublik Deutschland und die Universität Basel (1460) die älteste der heutigen Schweiz nennen (auch diese Stadt gehörte erst seit 1501 zur Eidgenossenschaft).
Es entstanden durch das abendländische Schisma weitere Universitäten. Zahlreiche Landesfürsten wollten ihr Territorium aufwerten, indem sie in ihrem Lande eine eigene Universität gründeten. Durch die Verdopplung des Papsttums stand diesem Vorhaben höchstens der finanzielle Aspekt im Wege, denn das begehrte Privileg des Papstes war nun leicht zu haben. Beide Päpste wurden erpressbar und verliehen auf Wunsch ein Universitätsprivileg im Wissen, dass bei einer Ablehnung der jeweilige Gegenpapst die Zustimmung zur Gründung einer Hochschule geben würde.
Aus diesem Grund und wegen des höheren Bedarfs an Gelehrten des Kirchenrechts wurden weitere Universitäten gegründet:
- 1379 in Erfurt (Stiftungsprivileg des Gegenpapstes Clemens VII. in Avignon, das 1389 durch Papst Urban VI. erneut vergeben wurde, 1392 Aufnahme des Lehrbetriebes),
- 1386 in Heidelberg,
- 1388 in Köln,
- 1402 in Würzburg,
- 1409 in Leipzig,
- 1419 in Rostock.

Bis zur Reformation folgten noch:
- 1456 Greifswald,
- 1457 Freiburg,
- 1472 Ingolstadt (umgezogen nach München),
- 1473 Trier
- 1477 Tübingen und Mainz.

Von den genannten Universitäten bestehen aber nur Heidelberg, Leipzig, Rostock, Greifswald und Tübingen seit ihrer Gründung ohne Unterbrechungen.

### Alte Universitäten in Europa
Nach der Karls-Universität Prag gilt die Jagiellonen-Universität in Krakau (Polen), 1364 vom polnischen König Kazimierz dem Großen gegründet, als zweitälteste Universität in Osteuropa.
Etwa zweihundert Jahre später entstand im Jahre 1544 die von Herzog Albrecht gegründete Albertina in Königsberg (Ostpreußen), die die zweitälteste protestantische Universität (nach Marburg, gegründet 1527) war.
Im Jahre 1500 gab es in Europa insgesamt 66 Universitäten, davon 17 in Frankreich, 16 im Heiligen Römischen Reich, 13 in Italien, 11 in Spanien, drei in Schottland, zwei in England und je eine in Dänemark, Polen, Portugal und Schweden.
Für das Baltikum von besonderer Bedeutung ist die Universität Vilnius, die als die älteste Universität im Baltikum gilt. Sie wurde 1579 von Jesuiten gegründet. Ihr folgten als protestantische Einrichtungen die Academia Gustaviana in Dorpat, die 1632 von König Gustav II. Adolf von Schweden gegründet wurde und die Kaiserliche Universität Dorpat in derselben Stadt, gegründet 1802 durch den russischen Kaiser Alexander I.

## Die Frühe Neuzeit: Aufschwung des Universitätswesens
In der Zeit zwischen 1500 und 1670 begann auch die Entwicklung des akademischen Lehrkörpers zu der im Wesentlichen noch heute geltenden Verfassung. Danach bilden die ordentlichen Professoren (professores publici ordinarii) als vollberechtigte Mitglieder der vier Fakultäten den akademischen (großen) Senat. Dabei gilt die theologische Fakultät noch lange Zeit als die wichtigste, die philosophische hingegen als die am wenigsten angesehene; an einigen Hochschulen äußert sich der (rein äußerliche) Ehrenvorrang der Theologie bis heute in Sitz- und Eintrittsordnungen. Die ordentlichen Professoren einer Fakultät wählen aus ihrer Mitte den Dekan, sämtliche ordentliche Professoren den Rektor. Zudem gibt es nicht dem Senat angehörige Professoren und Privatdozenten, die zwar eine Lehrerlaubnis, aber keine Lehrverpflichtung haben.

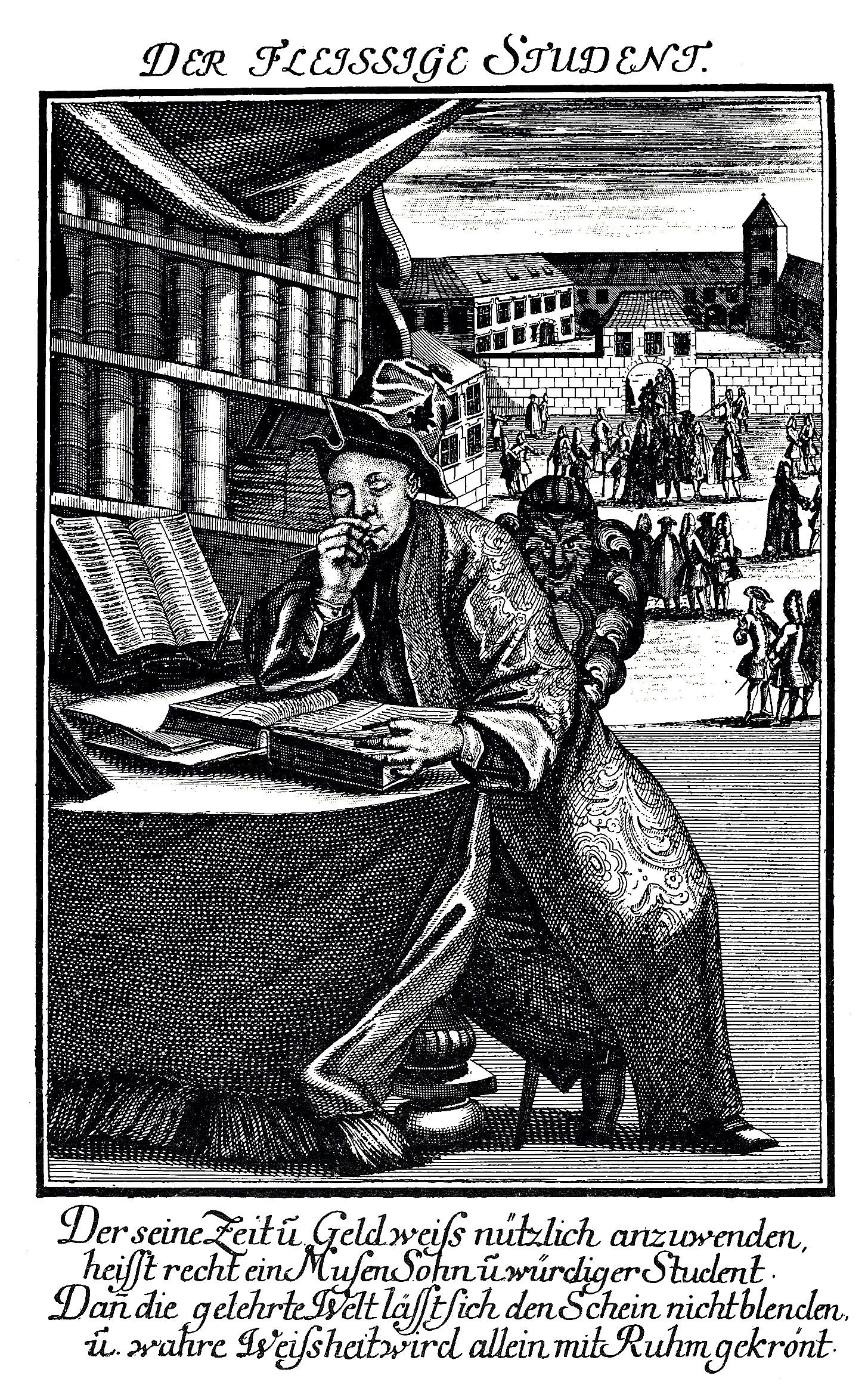
Johann Georg Puschner – „Der Fleissige Student“, Universität Altdorf um 1725

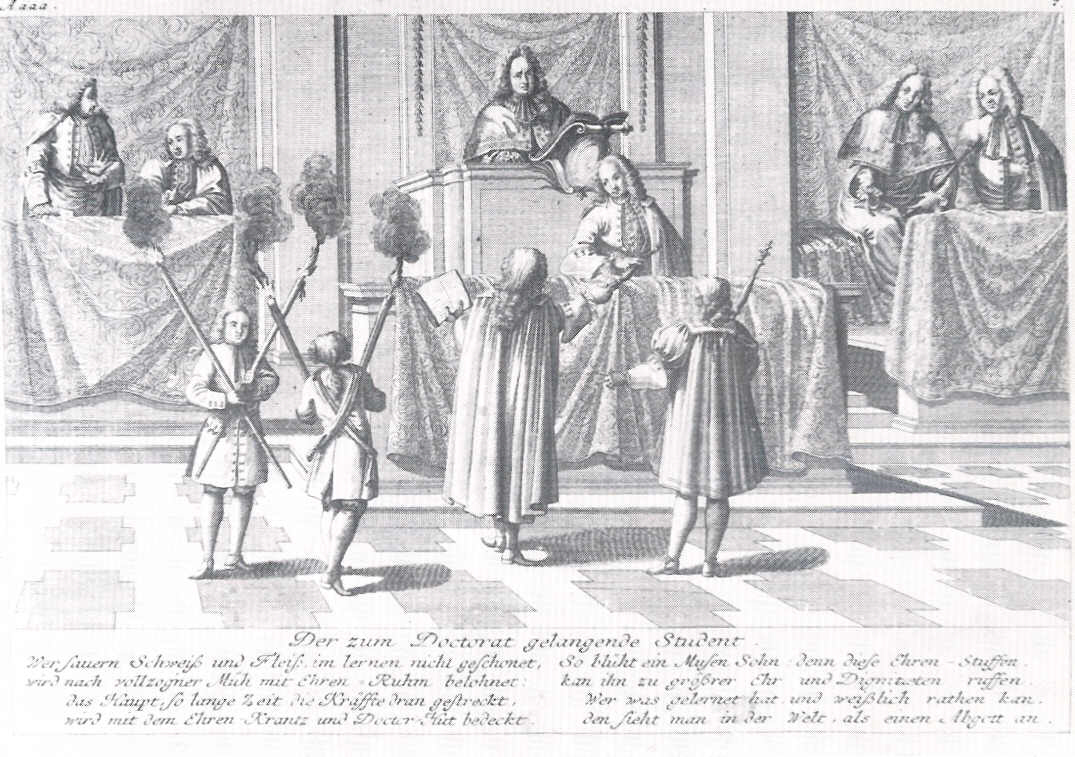
Universität Altdorf 1725: Feierliche Promotion

Im Verlauf der rasanten Entwicklung der Landesfürstentümer seit dem 15. Jahrhundert und der humanistischen Bewegung wurde die Bindung zwischen Kirche und Universität gelockert. Im 16. und 17. Jahrhundert entstanden weitere, zum Teil dezidiert evangelische (lutherische oder calvinistische), Universitäten (zum Beispiel Wittenberg 1502, Marburg 1527, Königsberg 1544, Helmstedt 1576, Gießen 1607, Kiel 1665). Viele dieser Hochschulen dienten den jeweiligen Landesherren dazu, selbst die Fachleute auszubilden, die für die Verwaltung der Territorien dringend benötigt wurden.
Zudem entstand im deutschen Sprachraum eine Mittelform zwischen der so genannten lateinischen Schule (Gymnasium) und Universitäten, die als Akademisches Gymnasium oder gymnasium illustre bezeichnet wurde. Diese Form wurden von freien Städten und kleineren Landesfürsten eingerichtet, um ein Abwandern der gebildeten Jugend zu den Universitäten zu vermeiden. Sie unterschieden sich von den Universitäten meist in der Größe und darin, dass sie keine Titel verleihen konnten. Mehrere dieser akademischen Gymnasien entwickelten sich später zu Hochschulen mit allen Rechten.

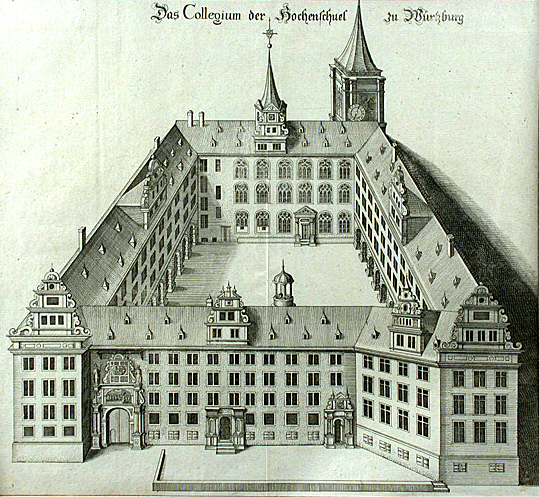
„Collegium der Alten Universität Würzburg“

Während im protestantischen Norden die Universitäten im allmählichen Übergang Staatsanstalten mit einer gewissen korporativen Selbständigkeit wurden, blieben die „neuen“ jesuitischen Universitäten des 16. und 17. Jahrhunderts (Würzburg 1582, Olmütz (heute: Olomouc) 1573, Graz 1582, Paderborn 1614), nach deren Muster auch mehrere der schon bestehenden katholischen Universitäten umgestaltet wurden, dem älteren Typus im Wesentlichen treu.
An den deutschen Universitäten des 17. und 18. Jahrhunderts entwickelten sich in dieser Zeit neue Landsmannschaften als Zwischenstufe zwischen nationes und Studentenverbindungen, gleichzeitig fand eine Beteiligung der Studenten an der Universitätsverwaltung nicht mehr statt. Die Wahl junger, studierender Fürsten zum Rektor wurde reine Formsache, da die eigentliche Verwaltung von Prorektoren, die aus der Gruppe der Professoren gewählt wurden, geführt wurde.
Erste Vorlesungen in deutscher Sprache hielt Christian Thomasius an der durch seine Bemühungen gegründeten Universität in Halle. Dort erschien auch unter seiner Leitung die erste kritische akademische Zeitschrift. Die erste Universität, die mit einer Akademie der Wissenschaften verbunden wurde, war die im Jahre 1737 gegründete Universität Göttingen.
Die Universität Göttingen war auch die erste Universität im Heiligen Römischen Reich, deren Fakultäten – geprägt durch den Geist der Aufklärung – nicht mehr durch die Theologische Fakultät zensiert werden konnten. Forschung und Lehre waren damit zwar von den Fesseln der kirchlichen Aufsicht befreit, aber noch lange nicht von der staatlichen Kontrolle. Weiterhin blieben alle Professoren verpflichtet, dafür zu sorgen, dass in ihrem Einflussbereich keine Schriften gedruckt wurden, die dem Herrscher hätten missfallen können.
Bis zum Jahre 1789 war die Zahl der Universitäten in Europa auf 142 angewachsen. Das größte Kontingent war dabei mit 34 Universitäten im Heiligen Römischen Reich (ohne habsburgische Gebiete) zu verzeichnen, was auf den Wettbewerb der Landesfürsten und den Druck der Gegenreformation zurückzuführen ist. Im Jahre 1790 stand Italien mit 26 Universitäten an zweiter Stelle. Dann folgten Frankreich mit 25, Spanien mit 23, Österreich-Ungarn mit zwölf, die Niederlande mit sechs, Schottland mit fünf, Skandinavien mit vier, England und Russland mit je zwei sowie Irland, Portugal und die Schweiz mit je einer Universität.
Um die Wende vom 18. zum 19. Jahrhundert kam es in Mitteleuropa zu erheblichen Verwerfungen in der Universitätslandschaft. In Frankreich wurden mit Dekret des Nationalkonvents vom 10. September 1793 die Universitäten geschlossen. Sie wurden als eine Verkörperung des ancien régime angesehen und sollten durch „Spezialschulen“ ersetzt werden. Diese ab 1794/1795 aufgebauten „Écoles“ waren auf einzelne Fächer spezialisiert („écoles centrales“) und sollten insbesondere der Ausbildung in Naturwissenschaften und Technik dienen (u. a. „école polytechnique“). Dabei setzten sie vielfach die Tradition der Universitäten in der Lehre fort. Unter Napoleon entwickelten sie sich zu den heutigen Grandes écoles.
Die Reorganisation der Universitäten weitete sich auch auf die französisch besetzten Gebieten aus, was etwa zur Schließung der Universitäten Löwen (1797) sowie Köln und Mainz (1798) führte. Auch in anderen Teilen des Heiligen Römischen Reiches beziehungsweise dessen deutschen Nachfolgestaaten kam es in der sogenannten Franzosenzeit zu einer erheblichen Zahl von Universitätsschließungen, ihre Zahl fiel zwischen 1789 und 1815 auf 83.
Anschließend stieg die Zahl der Universitäten im Deutschen Bund bis 1840 wieder auf 98 mit circa 80.000 Studenten und 5.000 Professoren.:17 f.

## Das 19. Jahrhundert im deutschen Raum und Großbritannien

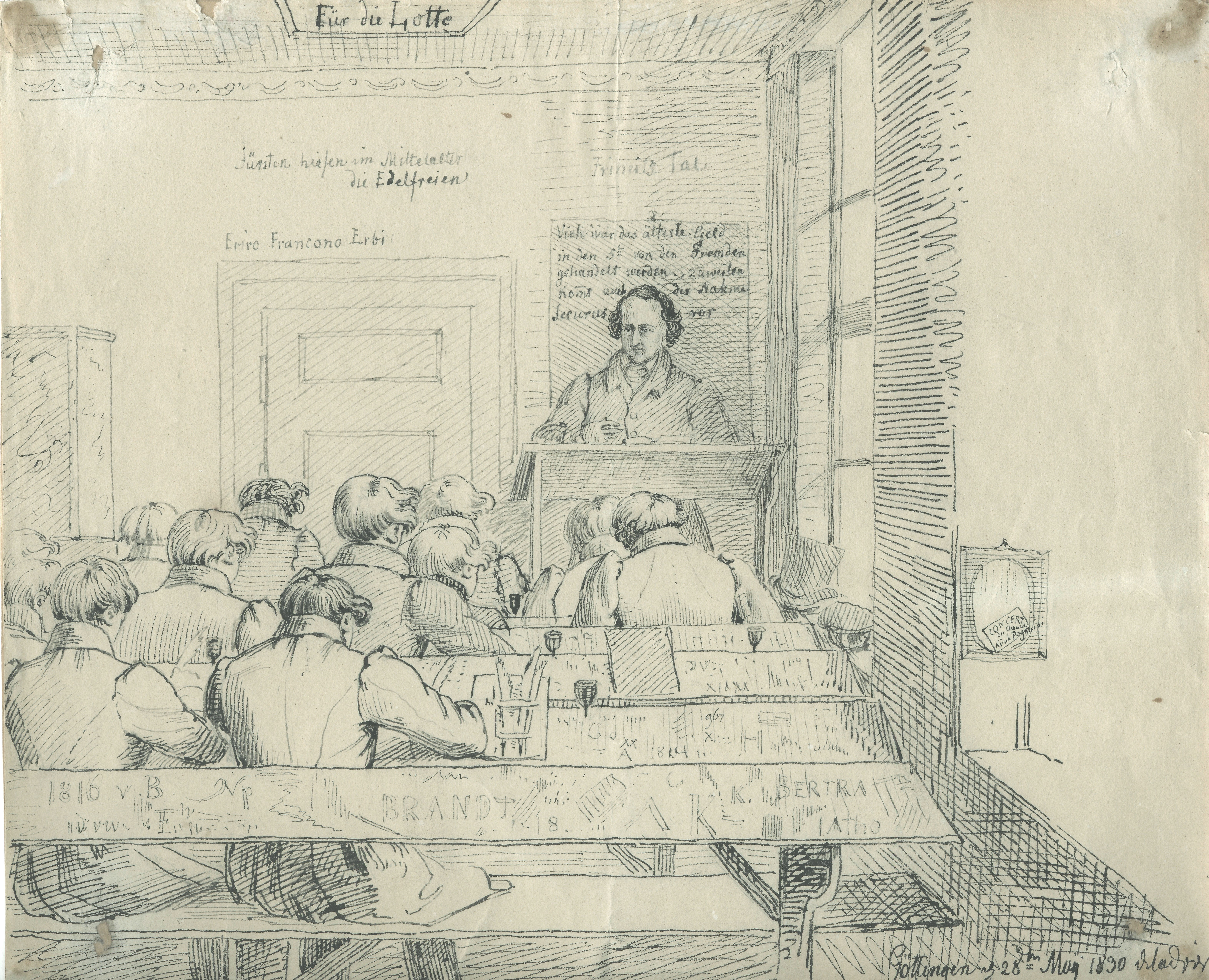
Im Kolleg bei Jacob Grimm, Göttingen 1830

Nach den Wirren der napoleonischen Kriege trat 1814/15 der Wiener Kongress zusammen, um Europa neu zu ordnen. Der dort gegründete Deutsche Bund als 'Nachfolgeorganisation' des Heiligen Römischen Reiches Deutscher Nation stand unter dem Einfluss der beiden deutschen Großmächte Österreich und Preußen. Sie setzten auch im Jahre 1819 die Karlsbader Beschlüsse durch, deren Universitätsgesetz die Hochschulen einer strengen staatlichen Aufsicht unterstellte. Eine politische Betätigung von Professoren und Studenten wurde streng geahndet. In das historische Bewusstsein gingen insbesondere die landesherrlichen Bevollmächtigten ein, welche die Überwachung der Universitäten zu vollziehen hatten. Ein genauer Blick auf die Forschung zeigt allerdings, dass nicht alle Regierungsbevollmächtigten tollwütige Demagogenverfolger waren, zahlreiche Einzelstaaten das Universitätsgesetz bestenfalls nur nachlässig umsetzten und die vom 'historischen Klischee' oftmals so gescholtenen Regierungsbevollmächtigten teilweise die Universitäten sowie ihre Professoren und Studenten sogar vor der Obrigkeit in Schutz nahmen. 1848 wurde das Universitätsgesetz schließlich im Rahmen der durch die Revolution angestoßenen Liberalisierung außer Kraft gesetzt.

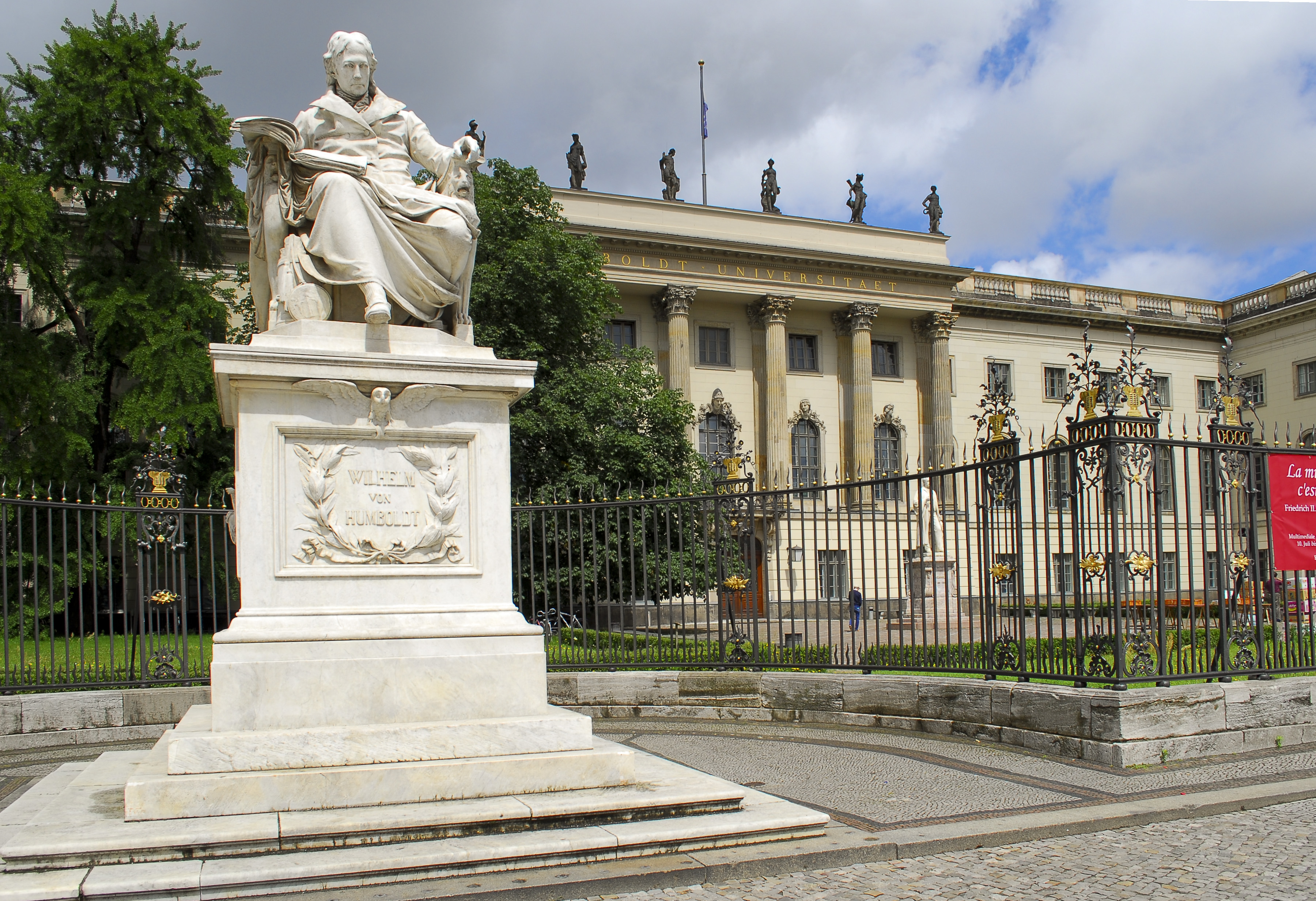
Wilhelm von Humboldt, Begründer der modernen Universität im 19. Jahrhundert und Ideenstifter des Humboldtschen Bildungsideals.

Ab der zweiten Hälfte des 19. Jahrhunderts verlagerte sich der Schwerpunkt an den Universitäten vom Sammeln, Ordnen und Vermitteln von Wissen verstärkt hin zur Forschung, also zum Erzeugen von Wissen. Dies geschah inspiriert durch das Humboldtsche Bildungsideal der Einheit von Forschung und Lehre, das an der Friedrich-Wilhelms-Universität Berlin, der heutigen Humboldt-Universität zu Berlin begründet wurde. Das liberale deutsche Universitätsmodell nach Humboldt stand für eine ganzheitliche Ausbildung (also Forschung und Lehre und nicht nur Lehre) und eine von wirtschaftlichen und staatlichen Interessen unabhängige Ausbildung (akademische Freiheit). Das deutsche Universitätsmodell galt „um die Wende zum 20. Jahrhundert“ als „das Ideal der modernen Universität“ und fand in Europa, den USA und Japan Nachahmung.:18
Bis ins 19. Jahrhundert gab es in der Regel nur vier Fakultäten an Hochschulen: eine allgemein bildende Philosophische Fakultät sowie drei auf ein bestimmtes Berufsfeld bezogene Fakultäten für Theologie, Jurisprudenz und Medizin. Die Zahl der Studenten in den allgemein bildenden philosophischen Fakultäten war erstmals seit einigen Jahrhunderten größer als die Zahl der juristischen Fakultäten. Die Zahl der Immatrikulationen in der Theologie sank von 1830 bis 1904 um die Hälfte.:63 In den 1880er Jahren begann eine Neuordnung der Fakultäten an den Universitäten. So entstanden zumeist aus den Philosophischen Fakultäten eigene natur-, staats-, geistes- oder wirtschaftswissenschaftliche Fakultäten. Zudem wurden die akademischen Seminare beliebt, bei denen die Studenten unter Anleitung praktische Übungen durchführen. Gleichzeitig entwickelten sich die Laboratorien, Observatorien und Kliniken, so dass in den Naturwissenschaften und in der Medizin eine praxisnahe Ausbildung vorgenommen werden konnte. In dieser Zeit tauchten auch erstmals „überfüllte“ Studiengänge auf. Die Anzahl der Studenten wuchs im Zeitraum von 1865 bis 1914 um das Fünffache auf 61.000. Im Wintersemester 1871/72 waren rund 5.000 Studenten an den Technischen Hochschulen eingeschrieben; 1903 bereits 17.000.:63
Einen besonderen Typus der Universität stellt die Stiftungsuniversität dar. Die erste war die Johann-Wolfgang-Goethe-Universität Frankfurt am Main, die im Zeitraum 1912/1914 gegründet wurde.

### Großbritannien
Universitäten in Großbritannien hatten ihre Strukturen autonomer Körperschaften aus dem Mittelalter bewahrt. Dies gewährte den Universitäten im Vergleich zum Rest Europas größere Freiheiten. Beispielsweise war die Gründung moderner Hochschulen sehr einfach. Ohne einen staatlichen Gesamtplan wurden zwischen 1832 und 1905 dreizehn Universitäten „durch die 'royal charter' anerkannt“. Durch die Unterstützung von regionalen Wirtschaftskreisen und Behörden entstanden Institute auch im „klinischen, polytechnischen und kommerziellen“ Bereich.:24
„Oxford, Cambridge und das Trinity College Dublin“ boten ihren Studenten finanziell sehr gut ausgestattete Kollegien. Tutoren und Studenten wohnten in den Kollegien. Die Studenten erfuhren durch die „Tutoren eine humanistische Bildung“. Die Hochschulen hatten weitestgehend nur „die Funktion einer Graduierungsbehörde“.:24 Negativ auf die Anzahl der Immatrikulationen in Oxford und Cambridge wirkten sich die Wohnpflicht in den Colleges, hohe Kosten für das Studium, der Fokus der Lehre auf die klerikale Berufsvorbereitung und die Verpflichtung auf den anglikanischen Glauben aus.:60 In den 1870er Jahren zwang das britische Parlament die beiden Universitäten, auch Studenten mit anderem Glauben als dem anglikanischen und Frauen aufzunehmen. Das Studienprogramm wurde um einige Bereiche wie Naturwissenschaften erweitert und die Forschung ergänzte die bisherige Lehre. In der Folge stieg die Anzahl der Studenten an.:66
Die Herausbildung der civic universities ist eine der bedeutendsten Veränderungen der Hochschullandschaft in Großbritannien. Das spätere University College London und das King’s College London wurden 1836 zur Universität London vereinigt. Die Universität hatte „das Recht, den Absolventen der Londoner Colleges akademische Grade zu verleihen“. Dieser neue Typ der britischen Universität kannte keine Residenzpflicht und bildete im Vergleich zu ihren schottischen Pendants keine innere Einheit. Akademische Grade wurden an auswärtige Studenten vergeben und Colleges der Universität konnten sich so auch in ländlichen Gebieten bilden.:60 f. Die 1895 gegründete London School of Economics gehört ebenfalls zu den Colleges der Universität London.:67
1889 wurden einige Änderungen vorgenommen wie verbindliche Zulassungsprüfungen, Schaffung neuer Lehrstühle, Ergänzung der Professoren durch einen „assistant“ und „lecturer“, Gründung naturwissenschaftlicher Fakultäten, Schaffung von Forschungseinrichtungen auch für Doktoranden und eine Lockerung der Studienpläne. Einige der genannten Neuerungen erhielten in Anlehnung an das liberale deutsche Universitätsmodell Einzug.:67 f.
Trotz einer Zunahme der staatlichen Finanzierung auf bis zu 36 % der universitären Einnahmen im Jahr 1936/37, blieben die Universitäten Großbritanniens weitgehend selbstfinanzierte Körperschaften.:68

### Studierende Frauen
Die erste promovierte Frau Deutschlands war Dorothea Erxleben aus Quedlinburg. Sie reichte im Januar 1754 ihre Dissertation mit dem Titel Academische Abhandlung von der gar zu geschwinden und angenehmen, aber deswegen öfters unsicheren Heilung der Krankheiten ein. Am 6. Mai 1754 trat sie in Halle zum Promotionsexamen an, welches sie mit großem Erfolg ablegte.
Die ersten Frauen studierten an der Universität Zürich (erste Promotion einer Frau 1867) und bald auch an den Universitäten in Genf, Lausanne und Bern. Fast alle dieser Studentinnen an den Schweizer Universitäten kamen aus dem Russischen Reich, das Frauen vom Studium ausschloss. Die guten Erfahrungen mit diesen Studentinnen trugen wesentlich dazu bei, dass sich ab den 1890er Jahren auch die deutschen Universitäten schrittweise für Frauen öffneten. Heute ist mehr als die Hälfte der Studierenden an bundesdeutschen Hochschulen weiblich, allerdings mit sehr starken Schwankungen der Geschlechterverteilung je nach Fach. So ist der Frauenanteil in den medizinischen, tiermedizinischen, biologischen sowie geisteswissenschaftlichen Fächern sehr hoch, bei den mathematisch-technischen Studiengängern deutlich niedriger.

## 1918–1960 in Deutschland
Die Universitäten konnten sich in der Weimarer Republik weitestgehend selbst verwalten. Der Artikel 142 der Weimarer Verfassung sicherte die Freiheit der Wissenschaft und ihrer Lehre. Für die Hochschulpolitik und -verwaltung waren die neun Reichsländer zuständig, die erheblichen staatlichen Einfluss auf die 23 Universitäten ausüben konnten.
Die Universitätsprofessoren und die Studierenden standen der Weimarer Republik überwiegend kritisch und teilweise feindselig gegenüber. Die Mehrheit der Studierenden verband den neuen Staat mit der als schmachvoll verbundenen Kriegsniederlage. Diese antidemokratische Subkultur organisierte sich in Burschenschaften und anderen Studentenverbindungen, deren Mitgliederzahlen stetig anstiegen. Schon vor 1933 erreichte der NSDStB sukzessive absolute Mehrheiten an deutschen Universitäten.
Mit der Ernennung Adolf Hitlers zum Reichskanzler am 30. Januar 1933 kam es zu einer radikalen Umgestaltung der deutschen Universitäten. Das „Gesetz zur Wiederherstellung des Berufsbeamtentums“ vom 7. April 1933 und das „Gesetz über die Entpflichtung und Ersetzung von Hochschullehrern aus Anlaß des Neuaufbaus des deutschen Hochschulwesens“ schufen die reichseinheitliche Grundlage für die Entlassung, Versetzung und Entpflichtung von „ungewollten“ Universitätsmitgliedern. Knapp ein Fünftel des Lehrkörpers wurde entlassen. Die 1935 erfolgte Umgestaltung der Hochschulverwaltung implementierte das Führerprinzip in die Universität und erklärte den Rektor zum Führer der Hochschule.
Mit der Einrichtung des Reichsministeriums für Wissenschaft, Erziehung und Volksbildung 1934 verloren die Länder ihre Kompetenz für eine eigenständige Hochschulverwaltung. Auch die Zugangsberechtigung zum Hochschulstudium wurde neu gesetzlich geregelt. Das „Gesetz gegen die Überfüllung deutscher Schulen und Hochschulen“ versuchte der „Überfüllungskrise“, die man bereits in den 1920er Jahren diskutiert hatte, entgegenzuwirken und durch einen allgemeinen Numerus clausus die Zahl der Studierenden zu begrenzen. Diese Maßnahme zusammen mit demografischen Veränderungen, einer geminderten Studienbereitschaft und einer wachsenden Attraktivität anderer Berufsfelder führte zu einem drastischen Rückgang der Studierendenzahlen bis 1939/40. Die jüdischen Studierenden wurden schrittweise aus der Universität verdrängt.
Die Universitätsprofessoren reagierten unterschiedlich auf die Machtbestrebungen des nationalsozialistischen Regimes. Ein großer Teil der rechtskonservativen Hochschullehrer identifizierte sich schon vor 1933 mit wesentlichen Teilen der NS-Ideologie. Mit der „Machtergreifung“ Hitlers ließ auch die Kritik von NS-skeptischen Professoren nach. Es gab nur sehr vereinzelt offenen und organisierten Widerstand unter der universitären Belegschaft. Auch die Studierenden waren im Allgemeinen für die Ideen des Nationalsozialismus empfänglich und spielten anfangs eine aktive Rolle in der NS-Hochschulpolitik. Die institutionellen Reaktionen lassen sich ebenfalls nicht einheitlich für alle deutschen Universitäten bzw. Institute und Fakultäten nachzeichnen. Es gab sowohl Loyalitätsbekundungen für das NS-Regime aber auch Kritik, weil man z. B. um die Autonomie des Hochschulwesens fürchtete. Laut Thomas Mann machten sich die Universitäten insgesamt „zum Nährboden der verworfenen Mächte …, die Deutschland moralisch, kulturell und wirtschaftlich verwüsten“ und luden so „schwere Mitschuld“ auf sich. Von einer „moralische(n) Kapitulation (...) vor den neuen Machthabern“ sprach Georg Picht.
Die Ziele der NS-Wissenschaftspolitik waren die Entwicklung einer ganzheitlichen, national orientierten Wissenschaft, die ihrem Selbstzweck entbunden und stattdessen nach einem konkreten Nutzen für das deutsche Volk ausgerichtet sein sollte. Der Rassenbegriff sollte zentraler Bestandteil von Wissenschaft und Forschung werden. Das Vorgehen der NS-Wissenschaftspolitik wurde jedoch durch konkurrierende Interessengruppen und eine Vielzahl an Entscheidungsstellen mit überlappenden Zuständigkeitsbereichen behindert. Konsens bestand bei der Personalpolitik und beispielsweise der gezielten (finanziellen) Förderung einzelner Wissenschaftsdisziplinen, primär aus dem natur- und technikwissenschaftlichen Bereich. Eine sehr enge Verzahnung von politischen und wissenschaftlichen Interessen bestand z. B. im Bereich der Medizin und der Rüstungsforschung. Bemühungen, eine „arische“ Wissenschaft von innen heraus zu etablieren, wie z. B. eine „arische“ Physik waren nicht von Erfolg. Solche Wissenschaftsbereiche konnten nicht dauerhaft etabliert werden und hatten somit keinen nennenswerten Einfluss auf die Wissenschaftsentwicklung der Nachkriegszeit.
Im Rahmen der Entnazifizierung der deutschen Gesellschaft wurden auch die deutschen Universitäten und Hochschulen einer politischen Überprüfung und Säuberung unterzogen, in deren ersten Phase es zu Massenentlassungen durch die Alliierten kam. Durch Vergabe von sogenannten Persilscheinen und der schrittweisen Aufweichung der Entnazifizierungsdirektiven konnten in den Westzonen die meisten Entlassenen meist nach kurzer Zeit wieder auf ihre Universitätsstellen zurückkehren. Die Universitäten wurden wiedereröffnet, lange bevor der Prozess der Entnazifizierung abgeschlossen war. In der sowjetischen Zone (SBZ) gab es zu Beginn deutlich mehr Entlassungen, aus den Vorstudienanstalten gingen 1949 die Arbeiter-und-Bauern-Fakultäten der DDR hervor. In den westlichen Besatzungszonen war die mildere Entnazifizierungspolitik mit einer demokratiebildenden Funktion verknüpft, die von alliierter Seite angestrebten strukturellen Reformen wurden von den deutschen Stellen weitgehend abgewehrt. Erst mit den Hochschulreformen der 1960er Jahre kam es zu entscheidenden Veränderungen im Westen.

## Ausbau und Reform nach 1960

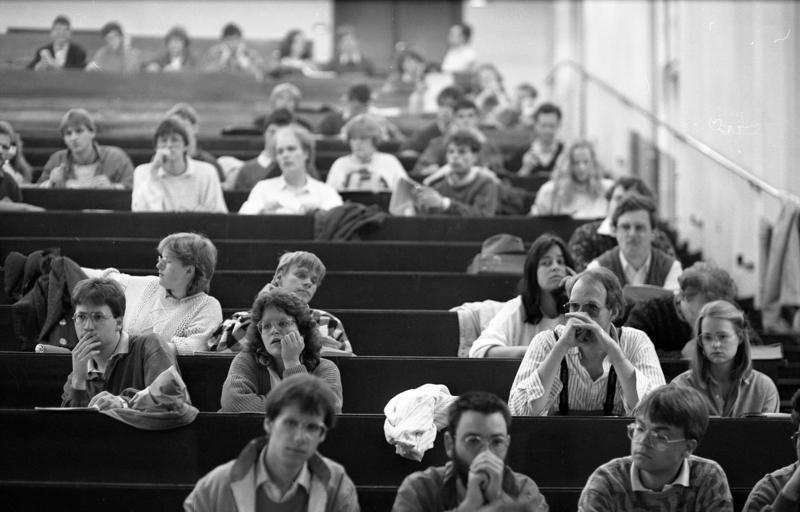
Vorlesung an der Universität Heidelberg im Juni 1988

Der wirtschaftliche Nachkriegsaufschwung und spätere Bildungsreformen gewährten in Westdeutschland ab 1960 allmählich Kindern aus allen gesellschaftlichen Schichten Zugang zu höherer Bildung. Ab 1962 wurden neue Universitäten gegründet, größtenteils durch Ausbau der vorhandenen Pädagogischen Hochschulen. Dies waren unter anderem Bochum (1962), Regensburg (1962), Düsseldorf (1965), Konstanz (1966), Ulm (1967), Dortmund (1968), Bielefeld (1969), Augsburg (1970), Trier (Neugründung 1970), Bremen (1971), Oldenburg (1973), Osnabrück (1973), Passau (1978) und Bamberg (Neugründung 1979) in Deutschland sowie Salzburg (1962), Linz (1966) und Klagenfurt (1973) in Österreich. Als neuartige Hochschulen wurden in Hessen und Nordrhein-Westfalen auch Gesamthochschulen gegründet, so in Kassel (1971) und im Jahre 1972 in Duisburg, Essen, Paderborn, Siegen und Wuppertal, die jedoch später alle in reguläre Universitäten überführt wurden. Das traditionelle wissenschaftliche Breitenspektrum einer Universität mit Medizin, Jura, Theologie und Philosophie sowie naturwissenschaftlichen Studiengängen in Biologie, Chemie und Physik wurde – zum Teil auch angesichts der fortschreitenden und unübersichtlicher werdenden Fächerspezialisierung – oftmals dabei aufgegeben. Gleichzeitig wurden vielfach fachübergreifende Studienmöglichkeiten in Projekten geschaffen und interdisziplinäre Lehr- und Forschungsvorhaben verstärkt.
Die seit 1965 aufkommende Studentenbewegung war ein Teil des internationalen reformerischen Aufbruchs, der besonders 1968 von Berkeley (USA) über Paris, Berlin, Frankfurt bis Prag reichte. Die deutsche „68er“-Generation rebellierte gegen das Totschweigen der Verbrechen des „Dritten Reiches“ durch die Elterngeneration und deckte die unaufgearbeiteten Verstrickungen erheblicher Teile der deutschen Wissenschaft in der Hitlerzeit auf. Der die Diskussion bestimmende Teil der damaligen Studenten sah die gründliche Aufarbeitung und Abkehr von Traditionen, die das Dritte Reich vorbereitet hatten, als Voraussetzung für jeden weiteren wissenschaftlichen und sozialen Fortschritt an. Das berühmteste Transparent der Studentenbewegung wurde 1967 während der Rektoratsübergabe an der Universität Hamburg enthüllt und prangerte dies mit dem Spruch „Unter den Talaren – Muff von 1000 Jahren“ an.
Die Studentenbewegung hat die universitäre Landschaft nachhaltig beeinflusst: Eine erweiterte Mitbestimmung – Drittel- und Viertelparität – in den Universitätsgremien der akademischen Selbstverwaltung eröffnete den Studenten eine Fülle an neuen politischen Wirkungsmöglichkeiten. Es existiert heute an den Universitäten eine pluralistische Vielfalt von Vereinigungen. Darunter sind studentische Selbstverwaltungsorgane wie AStA-Referate für hochschul- und gesellschaftspolitische Fragen (zum Beispiel Lesben-/Schwulenreferate, Ausländerreferate), politische Fachbereichsinitiativen, Freizeiteinrichtungen, zum Beispiel Studentencafés, Entrepreneur-Vereine und Ausgründungsinitiativen zur Karriere-Förderung. Studentische Dachverbände wie der fzs verstehen sich bewusst als Gegengewicht zu herkömmlichen Studentenverbindungen, lehnen diese ab und bekämpfen sie offen.
In den 1970er Jahren wurde die Notwendigkeit deutlich, Grundsatzfragen des deutschen Hochschulwesens trotz des Bildungsföderalismus bundeseinheitlich zu regeln. Dazu wurde das Hochschulrahmengesetz geschaffen.

## Aktuelle Entwicklungen
Eine derzeit große Veränderung in der europäischen Hochschullandschaft ist einerseits das Bestreben zur Harmonisierung und Internationalisierung des europäischen Hochschulraums (Bologna-Prozess), der weit über die EU-Grenzen hinausgreift und an dem sich 45 Länder beteiligen. Wichtigste Veränderung für die Studenten sind dabei die einheitlichen Studienabschlüsse Bachelor und Master bis zum Jahr 2010. Damit soll ein einfacherer Hochschulwechsel sowie eine leichtere Anerkennung und ein besserer Vergleich der Studienabschlüsse beim Berufseinstieg oder -wechsel über alle Ländergrenzen hinweg erreicht werden. Für eine obligatorische Akkreditierung von Studiengängen wird beispielsweise erforderlich, dass die Studiengänge modularisiert werden. Dabei werden die zu erbringenden Studienleistungen in Modulhandbüchern genauer festgelegt und diesen Leistungspunkte nach dem European Credit Transfer System zugeordnet.
Andererseits treten im Zuge der Globalisierung und der eben erwähnten Angleichung der Universitätssysteme innerhalb der EU die Universitäten national und international in stärkere Konkurrenz zueinander. Verdeutlicht und verstärkt wird dieser Vorgang durch internationale vergleichende Hochschulrankings über die Qualität, Leistung und das Renommee ausgewählter Universitäten.
Die derzeitigen Veränderungen im Bildungsbetrieb sind umstritten. Als Kritik wird beispielsweise angeführt, dass die Reform nicht nur zahlreiche Ressourcen binde und ungenügend durchdacht sei, sondern zudem faktisch das Gegenteil dessen erreiche, was eigentlich angestrebt wurde: So sei bereits eine starke „Verschulung“ der neuen Studiengänge zu erkennen. Einige Kritiker sehen in den Reformen das endgültige Ende der Humboldtschen Universität, der damit verbundenen Idee von Bildung und damit das „Ende einer Lebensform“. Neben der Verschulung werden die zunehmende „Separierung von Forschung und Lehre“ und die Ersetzung von „Innensteuerung“ (Interesse an Inhalten) durch „Außensteuerung“ (scheinorientiertes – d. h. an Leistungsnachweisen – Studium unter Zeitdruck) angeführt. Zudem findet eine wachsende Prekarisierung des universitären Personals statt. Andere Kritiker verweisen auf die „Disziplinierung“ der Studenten durch die Abschaffung der akademischen Freiheit (Anwesenheitspflicht etc.), was Studenten, die nebenher arbeiten müssen, zusätzlich belaste und zu einer weiteren Verschlechterung der Studienbedingungen führe und politisches Engagement verhindere. Dem wird jedoch entgegengehalten, dass verschiedene inhaltliche Veränderungen an Hochschulen nicht durch den Bologna-Prozess vorgegeben seien, dieser aber als Begründung vorgeschoben würde. Dazu sollen die Kürzung von Wahlalternativen im Studium aus wahrscheinlich finanziellen Gründen oder die verschiedenenorts eingeführte Anwesenheitspflicht zählen.